# Seleuco (sobrinho de Olímpia)
Seleuco (em latim: Seleucus) foi um romano do final do século IV. Era sobrinho de Olímpia, a Diaconisa, a filha de Seleuco e neta de Ablávio. Foi destinatário de uma carta de Gregório de Nazianzo que instruiu-o na boa conduta e aprendizado certo. Sua família era nobre e ele provavelmente era cristão a julgar pelo teor da carta. Embora seja incerto, talvez Seleuco possa ser associado ao oficial homônimo que esteve ativo no século V como prefeito pretoriano na África.